# Hypoptopoma inexspectatum
Hypoptopoma inexspectatum är en fiskart som först beskrevs av Holmberg, 1893.  Hypoptopoma inexspectatum ingår i släktet Hypoptopoma och familjen Loricariidae. Inga underarter finns listade i Catalogue of Life.